# Abul-Abbas
 (mai 2022).
Abul-Abbas ou Abul Abaz est un éléphant blanc connu pour avoir été offert en cadeau diplomatique à l'empereur Charlemagne par le calife abbasside Hâroun ar-Rachîd. Très célèbre en son temps, il vécut entre Augsbourg et Aix-la-Chapelle de l'an 802 jusqu'à sa mort, huit ans plus tard.

## Histoire

### Voyage vers l'Europe
En 797, Charlemagne avait envoyé à Hâroun ar-Rachîd, calife de Bagdad, une ambassade menée par un marchand juif, Isaac, connaisseur de la langue arabe. Celui-ci en revint cinq ans plus tard en passant par Jérusalem, puis en longeant la rive sud de la mer Méditerranée jusqu'à Carthage, où il prit le bateau jusqu'à Marseille. Il atteignit Porto Venere en octobre 801, passa l'hiver à Verceil et, au printemps, remonta probablement la vallée du Rhône en direction du Nord, transitant peut-être par Metz, jusqu'à la résidence de l'empereur à Aix-la-Chapelle, où il arriva le 20 juillet 802.
Les Annales regni Francorum de 802 nous rapportent cela : "Ipsius anni mense Iulio, [...] venit Isaac cum elefanto et ceteris muneribus, quae a rege Persarum missa sunt", c'est-à-dire "Au mois de juillet de cette même année, Isaac vint avec un éléphant et d'autres présents envoyés par le roi des Perses."
Isaac était porteur de précieux cadeaux : une horloge à eau ou clepsydre, des étoffes de soie et un éléphant d'Asie blanc. Spécimen extrêmement rare d'albinisme, il est considéré en Asie comme un joyau inestimable dont la possession est l'apanage des rois et des princes. Ces particularités sont perçues comme une manifestation visible de son origine divine et en conséquence, on croit depuis toujours qu'il est doté de pouvoirs magiques.

### Vie chez les Francs
Parmi les cadeaux, l'éléphant indien se tailla sans conteste la vedette : on le prénomma Abul-Abbas (Annales royales de 802 : "nomen elefanti erat Abul Abaz", i.e. "l'éléphant se nommait Abul Abaz"), en hommage à Abu al-Abbas Abd Allah le fondateur de la dynastie abbasside, et Charlemagne l’exhiba à plusieurs occasions devant ses hôtes de marque. Il fut logé à Augsbourg en Bavière du Sud. En 804, le roi Godfred de Danemark attaqua un village. Charlemagne mobilisa ses troupes contre les Danois et envoya son éléphant les accompagner.
Abul-Abbas avait une quarantaine d'années et s'adapta mal au climat européen. Il mourut de pneumonie dans la ménagerie d'Aix-la-Chapelle en 810, probablement après avoir nagé dans le Rhin. Hâroun ar-Rachîd était mort l’année précédente et Charlemagne lui survécut quatre années encore.

## Héritage
Le souvenir de l'éléphant blanc fut durable : le trésor de la cathédrale d'Aix-la-Chapelle conserve un olifant (cor) en ivoire qui selon la légende passe pour être une des deux défenses d'Abul-Abbas ; dans certains jeux d’échecs enfin, si le fou se présente sous la forme d’un éléphant on le doit, dit-on, à Abul-Abbas, l’éléphant blanc de Charlemagne.
Un jeu d'échecs en ivoire, conservé dans le trésor de Saint-Denis, puis aujourd'hui au Cabinet des médailles à Paris, est appelé traditionnellement « échiquier de Charlemagne ». Il comporte quatre éléphants, mais il ne peut y avoir de rapport avec Abul-Abbas et ne peut avoir appartenu à Charlemagne car sa fabrication ne remonte pas avant le XIe siècle.
En 2003, une grande exposition à Aix-la-Chapelle avait pris pour prétexte le voyage de l'éléphant blanc vers la capitale carolingienne pour évoquer la coexistence, plus que la cohabitation, des grandes civilisations dans ce contexte haut-médiéval.